# The Fifty
The Fifty es el primer EP del grupo femenino surcoreano Fifty Fifty, que fue lanzado el 18 de noviembre de 2022 por Attrackt Creative Group, y reeditado por Warner Music Group. El miniálbum contiene cuatro canciones, incluyendo el sencillo principal titulado «Higher», que es una nueva versión de una canción del mismo nombre de la banda noruega a-ha, publicado el 3 de noviembre de 1990.
La versión japonesa del álbum, Kolo 0.0, se lanzó el 13 de junio de 2023 bajo Lapone Entertainment, una empresa conjunta entre Yoshimoto Kogyo y CJ ENM.

## Antecedentes y lanzamiento
El 14 de noviembre de 2022, la compañía surcoreana Attrackt Creative Group anunció el debut de su grupo femenino Fifty Fifty para noviembre de 2022, tras publicar la imagen del logotipo oficial del grupo publicada en las redes sociales del grupo. El mismo día, se lanzó un vídeo musical de la canción de prelanzamiento titulado «Lovin'Me» en su canal oficial de YouTube. Al día siguiente se revelaron las miembros del grupo y la fecha de su debut, ha realizarse el 18 de noviembre de 2022. El mismo día también se lanzó un vídeo de la interpretación de la canción «Log In».
Fifty Fifty lanzó su primer miniálbum titulado The Fifty el 18 de noviembre de 2022, con «Higher» como sencillo principal.

## Recepción

### Comentarios de la crítica
So Seung-geun de IZM le dio 4,5 estrellas sobre 5 en su crítica del álbum, señalando que «La razón por la que están recibiendo atención es clara, porque cantan buenas canciones, que son el centro de la música, con excelentes habilidades para el canto, que son las bases de los cantantes. Excluyendo «Log In», «Tell Me», «Lovin' Me» y «Higher» tienen un ritmo cómodo y melodías claras que son adictivas sin estimulación». Señaló además que «El método de grabación, utilizando parcialmente efectores, le da al álbum un colorido realce. Al igual que «Tell Me», las voces que utilizan selectivamente la reverberación envuelven la canción de forma misteriosa, y «Lovin' Me», que utiliza efectores para la batería y el bajo, transmite el dolor a través del sonido como corresponde a una canción que contiene dolores de crecimiento. La canción principal de estilo pop de ensueño «Higher», una canción de esperanza, es soñadora y hermosa como «Butterfly» de Loona y «Closer» de Oh My Girl. «Log in», que revela que girl crush, cyberpunk y la intensidad del sword dance también son sus características, eleva las expectativas para el próximo disco. Inteligente estrategia».

## Lista de canciones
| CD / Descarga digital |                          |                                                                                  | |                                   |          |  |
| N.º                   | Título                   | Letras                                                                           | Música                                                                                                 | Arreglos                          | Duración |  |
| 1.                    | «Tell Me» (Keena, Aran)  | Julia Allyn Ross, SIAHN, 이앵두 (153joombas)                                     | Julia Allyn Ross, Adam Kapit, Hautboi Rich                                                             | Adam Kapit, Julia Allyn Ross      | 3:37     |  |
| 2.                    | «Lovin' Me» (Saena, Sio) | Albin Clern, Adam Von Mentzer, Lina Einarsson, Jonna Hall, 김수민 (ARTiffect)    | Albin Clern, Adam Von Mentzer, Lina Einarsson, Jonna Hall, 김수민 (ARTiffect)                          | Albin Clern                       | 3:09     |  |
| 3.                    | «Higher»                 | Cazzi Opeia, Ellen Berg, 강은유 (ARTiffect), Keena                               | Matt Thomson, Max Lynedoch Graham, George Tizzard, James Birt, Rick Parkhouse, Cazzi Opeia, Ellen Berg | ARCADES, Red Triangle, James Birt | 3:29     |  |
| 4.                    | «Log In»                 | Joshua Barrett, Tea Wagner, Suhyppy, Jessica Pierpoint, Laura Amos, SIAHN, effki | Joshua Barrett, Tea Wagner, Antoine Adel Aboulkassimi, Laura Amos, Jessica Pierpoint, Suhyppy          | JUUICE, Antoine Adel Aboulkassimi | 3:51     |  |
| 14:08                 |                          |                                                                                  | |                                   |          |  |

## Posicionamiento en listas
| Chart (2022)                       | Peak position |
| ---------------------------------- | ------------- |
| Corea del Sur (Circle Album Chart) | 44            |

## Historial de lanzamiento
| Región        | Fecha                   | Formato                     | Sello discográfico      |
| ------------- | ----------------------- | --------------------------- | ----------------------- |
| Varios        | 18 de noviembre de 2022 | descarga digital, streaming | Attrackt Creative Group |
| Corea del Sur | 19 de diciembre de 2022 | CD                          | Attrackt Creative Group |
| Varios        | 8 de mayo de 2023       | reedición                   | Warner Music Group      |